# 黃聖盛
黃聖盛（英語：Huang Sheng-Sheng，1987年10月26日—）是台灣桌球運動員，畢業於國立屏東科技大學休閒運動健康研究所，慣用左手橫握球拍。

## 生涯
黃聖盛擅長于雙打，他與出道于同一時期且同樣為國立彰化師範大學同學的江宏傑是台灣桌球界的著名雙打組合，曾聯手獲得夏季世界大學運動會男雙冠軍，以及國際職桌年終大賽男雙亞軍，在2015年初科威特公開賽雙打決賽中，他與江宏傑聯手打贏世界球王許昕/張繼科，奪下金牌，打破了他們在國際桌球賽的「銀牌魔咒」。
2015年他在世大運與江宏傑配合，在雙打為台灣摘下一面金牌，之後又在全國錦標賽雙打又摘下一面金牌，